# Sistak-e Olja
Sistak-e Olja – wieś w Iranie, w ostanie Azerbejdżan Zachodni, w szahrestanie Mijandoab. W 2006 roku liczyła 234 mieszkańców.